# Visoka tehnologija
Visoka tehnologija (od engleskog: high technology, hi-tech) naziv je za vrhunsku tehnologiju na najvišem stupnju razvoja. Suprotnost visokoj tehnologiji je niska tehnologija, što znači jednostavna, često tradicionalna ili mehanička tehnologija; na primjer, logaritam je uređaj za izračunavanje niske tehnologije.
Izraz je 1958. upotrijebio New York Times u priči koja je zagovarala "atomsku energiju" za Europu "... Zapadna Europa, sa svojom gustom naseljenošću i visokom tehnologijom..." Robert Metz upotrijebio je izraz u financijskom kolumni 1969.: "Arthur H. Collins iz Collins radija kontrolira niz patenata visoke tehnologije u raznim područjima."; Godine 1971. njegov je članak sadržavao skraćeni oblik "hi-tech".
Organizacija za ekonomsku suradnju i razvoj (OECD) daje široko korištenu klasifikaciju visokotehnoloških proizvodnih industrija. Temelji se na intenzitetu istraživačkih i razvojnih aktivnosti koje se koriste u tim industrijama u zemljama OECD-a, što rezultira u četiri različite kategorije.
Startupi koji rade na visokim tehnologijama (ili razvijaju nove visoke tehnologije) ponekad se nazivaju "duboka tehnologija".
Visoka tehnologija obično se primijenjuje u područjima kao što su: astronautika, biotehnologija, farmacija, nuklearna fizika, informatika, kvantni inženjering (npr. spintronika, kvantno računalo), inženjerstvo materijala (nanomaterijali, nanotehnologija), zrakoplovstvo, medicina, robotika i telekomunikacije.

## Galerija
- Modularna mikro kamera
- Ariane 5 izložena u Le Bourgetu.
- Arhitektura visoke tehnologije - Međunarodni kongresni centar Berlin
- Apollo 11 Lunar Lander